# Audincthun
Audincthun är en kommun i departementet Pas-de-Calais i regionen Hauts-de-France i norra Frankrike. Kommunen ligger i kantonen Fauquembergues som tillhör arrondissementet Saint-Omer. År 2022 hade Audincthun 680 invånare.

## Befolkningsutveckling
Antalet invånare i kommunen Audincthun
| Referens: INSEE |